# Wesmaelius quadrifasciatus
Wesmaelius quadrifasciatus är en insektsart som först beskrevs av Reuter 1894.  Wesmaelius quadrifasciatus ingår i släktet Wesmaelius och familjen florsländor. Arten är reproducerande i Sverige. Inga underarter finns listade i Catalogue of Life.